# 索德龙
索德龙（法語：Saudron，法語發音：[sodʁɔ̃]）是法国上马恩省的一个市镇，属于圣迪济耶区。

## 地理
索德龙（48°29'29"N, 5°19'45"E）面积9.06 平方千米，位于法国大東部大區上马恩省，该省份为法国东北部内陆省份，北起马恩省和默兹省，西接奥布省，西南接科多尔省，东南接上索恩省，东临孚日省。
与索德龙接壤的市镇（或旧市镇、城区）包括：埃什奈、埃凡库尔、日约梅、庞塞、比尔、索河畔蒙捷。

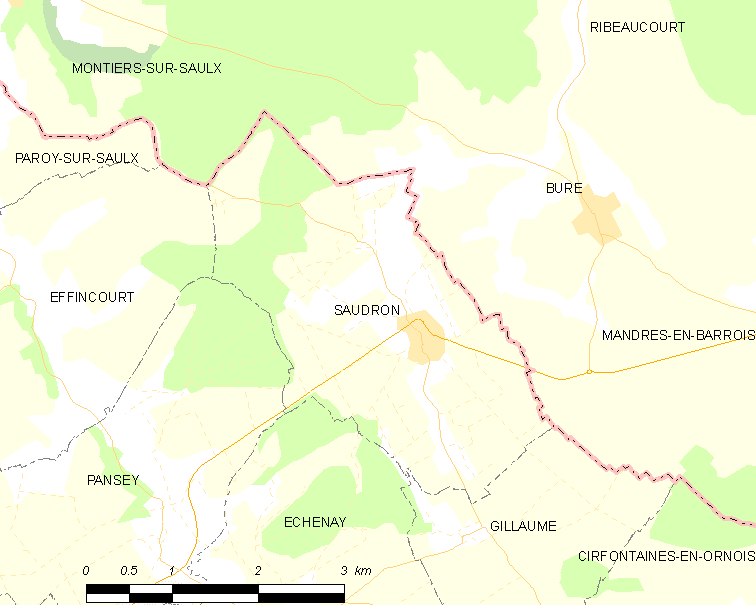
索德龙的OSM定位图

索德龙的时区为UTC+01:00、UTC+02:00（夏令时）。

## 行政
索德龙的邮政编码为52230，INSEE市镇编码为52463。

## 政治
索德龙所属的省级选区为普瓦松县。

## 人口

1962-2008年间索德龙人口变化图示

索德龙于2022年1月1日时的人口数量为42人。